# Djoemoe Airstrip
Djoemoe Airstrip is een landingsstrook bij Djoemoe in het district Sipaliwini in Suriname.
Er zijn rond de zeven maatschappijen die het vliegveld aandoen. Er zijn lijnvluchten naar Zorg en Hoop Airport in Paramaribo. 
De ondergrond van de landingsbaan is van gras. De baan heeft een lengte van circa 600 meter.